# Ardmore (palírna)
Ardmore je skotská palírna společnosti Fortune Brands (2006: Beam Global Spirits & Wine) nacházející se ve vesnici Kennethmont poblíž Huntly v hrabství Aberdeenshire, jež vyrábí skotskou sladovou malt whisky.

## Historie
Palírna byla založena v roce 1898 Williamem Teacherem, jehož potomci měli palírnu ve vlastnictví až do roku 1976, kdy ji koupila společnost Allied Distillers. Poté v roce 2005 přešla na společnost Fortune Brands. Tato palírna má osm destilačních kotlů o objemu 15000 litrů. Produkuje whisky značky Ardmore, což je 14letá whisky s obsahem alkoholu 45,7 %. Část produkce se používá do míchaných whisek Teacher's. V této whisky je cítit silně rašelinový slad.